# Linje A (Rom Metro)
Linje A (italiensk: Linea A) er en linje i Roms Metro, Italien med 27 stationer.
 Der er for få eller ingen kildehenvisninger i denne artikel, hvilket er et problem. Du kan hjælpe ved at angive troværdige kilder til de påstande, som fremføres i artiklen.